# James Paul Wesley
James Paul Wesley (* 28. Juli 1921 in St. Louis, Missouri; † 20. Januar 2007 in Deutschland) war ein US-amerikanischer Physiker.

## Leben und Werk
Seine Eltern waren der Historiker Professor Dr. Edgar Bruce Wesley und Nanny Fay Medford. Nach Abschluss der Washborn Highschool in Minneapolis setzte er seine Ausbildung an unterschiedlichsten Universitäten fort und wurde 1952 an der University of California in Los Angeles promoviert.
Er schrieb zahlreiche Bücher. Teilweise entstanden sie innerhalb seiner Dozententätigkeit und der Mitarbeit an Forschungsaufträgen der NASA. Viele davon gelten heute als Grundsatzliteratur für Physikstudenten.
Seit 1974 lebte Paul Wesley in der Bundesrepublik Deutschland. Nach siebenjährigem Aufenthalt in Berlin kam er über eine Zwischenstation in Lenzkirch mit seiner Frau und seinen 3 Kindern nach Blumberg. 
Hier beschäftigte er sich  weiter mit fundamentaler Physik, Mathematik, Quantentheorie, Geophysik und auch mit der Weltraumforschung, beteiligte sich an Büchern und schrieb rund 100 fachwissenschaftliche Artikel.
Neben wissenschaftlichen Arbeit hat James Paul Wesley sich der Malerei gewidmet. Im Laufe der Jahre entstanden mehr als 350 Ölbilder zu den unterschiedlichsten Themen, darunter Bilder von Frau und Kindern und Selbstporträts. Im Rahmen der zehnten und der zwölften Blumberger Kunstausstellung waren erstmals Arbeiten von ihm zu sehen.

## Schriften
- Selected Topics in Advanced Fundamental Physics. Wesley, Blumberg 1991, ISBN 3-9800942-3-5.
- Classical Quantum Theory. Wesley, Blumberg 1996, ISBN 3-9800942-5-1.
- Selected Topics in Scientific Physics. Wesley, Blumberg 2002, ISBN 3-9800942-9-4.
- Light a Photon flux and other Topics. Wesley, Blumberg 2006, ISBN 3-9800942-0-2.